# Magdalena Rosendahl
Magdalena Rosendahl, född 29 januari 1988, är en fotbollsspelare från Sverige (försvarare) som spelar i Sunnanå SK sedan säsongen 2009.